# Kynšperk nad Ohří
Kynšperk nad Ohří (niem. Königsberg) − miasto w Czechach, w kraju karlowarskim. Według danych z 31 grudnia 2007 powierzchnia miasta wynosiła 2 331 ha, a liczba jego mieszkańców 5 046 osób.

## Demografia
| Rok             | 1970  | 1980  | 1991  | 2001  | 2003  |
| --------------- | ----- | ----- | ----- | ----- | ----- |
| Liczba ludności | 5 542 | 5 095 | 5 202 | 5 160 | 5 085 |

Źródło: Czeski Urząd Statystyczny